# Alsóboj
Alsóboj (románul: Boiu de Jos), falu Romániában, Erdélyben, Hunyad megyében.

## Fekvése
Marosilyétől északnyugatra, az Erdélyi-érchegység déli oldalán fkvő település.

## Története
Alsóboj, Boj nevét 1485-ben említette először oklevél Alsobuan néven, mint az Ákos nemzetségbeli Folti és Illyei ~ I. Dienesi-birtokot. Később: 1750-ben Alsó-Boj, 1808-ban Boj (Alsó-), Unter-Achsendorf, Boul de dzsosz, 1913-ban Alsóboj néven tűnt fel az oklevelekben.
A trianoni békeszerződés előtt Hunyad vármegye Marosillyei járásához tartozott. 1910-ben 527 görögkeleti ortodox román lakosa volt.

## Nevezetességei
Jászvárosi Szent Paraszkiva tiszteletére szentelt ortodox fatemploma a 17. század közepén épült, a romániai műemlékek jegyzékében a HD-II-m-A-03259 sorszámon szerepel.